# Adam Peaty
Adam George Peaty (Uttoxeter, 28 december 1994) is een Britse zwemmer op de schoolslag. Peaty is viervoudig olympisch kampioen en vertegenwoordigde zijn vaderland op de Olympische Zomerspelen 2016 in Rio de Janeiro en de Olympische Spelen 2020 in Tokio. Op de langebaan is hij de huidige wereldrecordhouder op de 50 en de 100 meter schoolslag. Op die laatste afstand prolongeerde hij in Tokio zijn olympische titel.

## Carrière
Bij zijn internationale debuut, op de Europese kampioenschappen kortebaanzwemmen 2013 in Herning, werd Peaty uitgeschakeld in de halve finales van de 50 meter schoolslag en in de series van zowel de 100 als de 200 meter schoolslag.
Tijdens de Gemenebestspelen 2014 in Glasgow, waar Peaty zwom namens Engeland, veroverde hij de gouden medaille op de 100 meter schoolslag en de zilveren medaille op de 50 meter schoolslag, daarnaast eindigde hij als vierde op de 200 meter schoolslag. Op de 4x100 meter wisselslag legde hij samen met Chris Walker-Hebborn, Adam Barrett en Adam Brown beslag op de gouden medaille. Op de Europese kampioenschappen zwemmen 2014 in Berlijn werd Peaty Europees kampioen op zowel de 50 als de 100 meter schoolslag, op de 50 meter schoolslag verbeterde hij in de halve finales het wereldrecord. Op de 200 meter schoolslag strandde hij in de series. Samen met Chris Walker-Hebborn, Adam Barrett en Benjamin Proud sleept hij de Europese titel in de wacht op de 4x100 meter wisselslag. Op de gemengde 4x100 meter wisselslag behaalde hij samen met Chris Walker-Hebborn, Jemma Lowe en Francesca Halsall de Europese titel. In Doha nam Peaty deel aan de wereldkampioenschappen kortebaanzwemmen 2014. Op dit toernooi veroverde hij de zilveren medaille op zowel de 50 als de 100 meter schoolslag, samen met Chris Walker-Hebborn, Siobhan-Marie O'Connor en Francesca Halsall sleepte hij de zilveren medaille in de wacht op de gemengde 4x50 meter wisselslag. Op de 4x50 meter wisselslag eindigde hij samen met Chris Walker-Hebborn, Adam Barrett en Benjamin Proud op de vijfde plaats, samen met Chris Walker-Hebborn, Adam Barrett en Benjamin Proud eindigde hij als vijfde op de 4x100 meter wisselslag.
Op 17 april 2015 verbeterde Peaty, tijdens de Britse kampioenschappen zwemmen in Londen, het wereldrecord op de 100 meter schoolslag. Met zijn tijd van 57,92 dook hij als eerste man ooit onder de 58-seconden grens op deze afstand. Tijdens de wereldkampioenschappen zwemmen 2015 in Kazan werd de Brit wereldkampioen op zowel de 50 als de 100 meter schoolslag, daarnaast werd hij uitgeschakeld in de series van de 200 meter schoolslag. Op de gemengde 4x100 meter wisselslag legde hij samen met Chris Walker-Hebborn, Siobhan-Marie O'Connor en Francesca Halsall beslag op de wereldtitel, samen met Chris Walker-Hebborn, James Guy en Benjamin Proud eindigde hij als vierde op de 4x100 meter wisselslag. Op de Europese kampioenschappen kortebaanzwemmen 2015 in Netanja behaalde Peaty de zilveren medaille op de 50 meter en de 100 meter schoolslag. 
In Londen nam de Brit deel aan de Europese kampioenschappen zwemmen 2016. Op dit toernooi werd hij opnieuw vier keer Europees kampioen. Individueel was hij de snelste op zowel de 50 meter als de 100 meter schoolslag. Samen met Chris Walker-Hebborn, James Guy en Duncan Scott behaalde hij ook goud op de 4x100 meter wisselslag. Samen met Chris Walker-Hebborn, Siobhan-Marie O'Connor en Francesca Halsall was hij ook de snelste in de finale van de gemengde 4x100 meter wisselslag. Tijdens de Olympische Zomerspelen van 2016 in Rio de Janeiro veroverde Peaty olympisch goud op de  100 meter schoolslag. In de finale scherpte hij bovendien zijn mondiale toptijd aan tot 57,13, nadat hij deze in de series al op 57,55 had gebracht. Op de 4x100 meter wisselslag sleepte hij samen met Chris Walker-Hebborn, James Guy en Duncan Scott de zilveren medaille in de wacht.
Peaty prolongeerde in 2017 en 2019 zijn wereldtitels (langebaan) op zowel de 50 meter en 100 meter schoolslag. Op de WK 2019 in Gwangju dook hij als eerste en tot nu toe enige zwemmer op de 100 meter schoolslag onder de 57 seconden en scherpte zijn wereldrecord aan tot 56,88. Inmiddels staat zijn totaal op tien WK-medailles waarvan acht keer goud. Op de uitgestelde EK langebaan, vanwege het coronavirus verplaatst van 2020 naar 2021, won hij vier gouden medailles: twee keer individueel en met de wisselslagestafette (heren en gemengd). Tijdens de International Swimming League wedstrijden (Boedapest, november 2020) bemachtigde de Brit voor het eerst ook het wereldrecord op de 100 meter schoolslag kortebaan (55,41).
Op de Olympische Spelen 2020 gehouden in juli 2021 voegde Peaty maar liefst drie gouden medailles aan zijn erelijst toe. Hij prolongeerde zijn individuele titel (100 meter schoolslag) door de Nederlander Arno Kamminga achter zich te laten en won goud met de Britse heren en gemengde estafettes op de wisselslag.

## Internationale toernooien
| Jaar | Olympische Spelen                                             | WK langebaan                                                                                              | WK kortebaan                                                                                             | EK langebaan                                                                                             | EK kortebaan                                                 | Gemenebestspelen                                                          |
| ---- | ------------------------------------------------------------- | --- | --- | --- | ------------------------------------------------------------ | ------------------------------------------------------------------------- |
| 2013 |                                                               | geen deelname                                                                                             | | | 11e 50m schoolslag serie 100m schoolslag 26e 200m schoolslag |                                                                           |
| 2014 |                                                               | | 50m schoolslag · 100m schoolslag · 5e 4x50m wisselslag · 5e 4x100m wisselslag · 4x50m wisselslag gemengd | 50m schoolslag · 100m schoolslag · serie 200m schoolslag · 4x100m wisselslag · 4x100m wisselslag gemengd |                                                              | 50m schoolslag · 100m schoolslag · 4e 200m schoolslag · 4x100m wisselslag |
| 2015 |                                                               | 50m schoolslag · 100m schoolslag · 26e 200m schoolslag · 4e 4x100m wisselslag · 4x100m wisselslag gemengd | | | 50m schoolslag · 100m schoolslag · 13e 200m schoolslag       |                                                                           |
| 2016 | 100m schoolslag · 4x100m wisselslag                           | | geen deelname                                                                                            | 50m schoolslag · 100m schoolslag · 4x100m wisselslag · 4x100m wisselslag gemengd                         |                                                              |                                                                           |
| 2017 |                                                               | 50m schoolslag · 100m schoolslag · 4x100m wisselslag · 5e 4x100m wisselslag gemengd                       | | | 50m schoolslag · 100m schoolslag                             |                                                                           |
| 2018 |                                                               | | | 50m schoolslag · 100m schoolslag · 4x100m wisselslag · 4x100m wisselslag gemengd                         |                                                              | 50m schoolslag · 100m schoolslag · 4x100m wisselslag                      |
| 2019 |                                                               | 50m schoolslag · 100m schoolslag · 4x100m wisselslag · 4x100m wisselslag gemengd                          | | |                                                              |                                                                           |
| 2020 |                                                               | | | |                                                              |                                                                           |
| 2021 | 100m schoolslag · 4x100m wisselslag 4x100m wisselslag gemengd | | | 50m schoolslag · 100m schoolslag · 4x100m wisselslag · 4x100m wisselslag gemengd                         |                                                              |                                                                           |

## Persoonlijke records
Bijgewerkt tot en met 12 augustus 2021
Kortebaan
| Afstand         | Tijd     | Datum            | Plaats    |
| --------------- | -------- | ---------------- | --------- |
| 050m schoolslag | 25,41    | 22 november 2020 | Boedapest |
| 100m schoolslag | WR 55,41 | 22 november 2020 | Boedapest |
| 200m schoolslag | 2.02,89  | 21 november 2020 | Boedapest |

Langebaan
| Afstand         | Tijd     | Datum         | Plaats    |
| --------------- | -------- | ------------- | --------- |
| 050m schoolslag | WR 25,95 | 25 juli 2017  | Boedapest |
| 100m schoolslag | WR 56,88 | 21 juli 2019  | Gwangju   |
| 200m schoolslag | 2.08,34  | 14 april 2015 | Londen    |